# Nyikang
Nyikang är i mytologin hos Shillukfolket i Sydsudan i Afrika den anfader som grundade den kungliga dynastin. Idag har han fått en roll som nationalhjälte.